# Niphargus tauricus
Niphargus tauricus is een vlokreeftensoort uit de familie van de Niphargidae. De wetenschappelijke naam van de soort is voor het eerst geldig gepubliceerd in 1946 door Birstein.